# Ceradenia sechellarum
Ceradenia sechellarum är en stensöteväxtart som först beskrevs av Bak., och fick sitt nu gällande namn av Barbara S. Parris. Ceradenia sechellarum ingår i släktet Ceradenia och familjen Polypodiaceae. Inga underarter finns listade.